# 下手向村
下手向村（しもとうげむら）は、かつて岐阜県恵那郡にあった村である。
現在の恵那市山岡町下手向に該当する。

## 大字・字
- 大字:無し
- 字:一丁田、吉高、芦原、安免、繁廣、鷹ケ平、大沼、八重洞、落合、下平、冷川、土岐坂、石戸、居守ケ池、野田、明ケ澤、郡上、雲路、二百山、木伐戸、神戸、池の尻、上神田、中島、荒木、西間洞、東間洞、浮坪、下神田

## 歴史
- 神亀元年(724年)、荒木郷の郷主　荒木田信足が、白山比咩神社を創建し、 伊勢神宮 外宮の渡会久光の次男の渡会久主を招いて社主とし荒木郷の総鎮守とした。
- 平安時代は遠山荘の淡気郷の一部。
- 鎌倉時代〜戦国時代は明知遠山氏の領地。
- 天正2年(1574年)、武田勝頼が遠山氏を攻撃するために東濃に侵攻しした際に、白山比咩神社や圓蔵寺が焼討された。
- 江戸時代は旗本・明知遠山氏の知行地。
- 明治22年（1889年）7月1日 - 町村制により下手向村が発足。
- 明治30年（1897年）4月1日 - 原村、釜屋村、田代村と合併し、鶴岡村が発足。同日下手向村は廃止。

## 寺院
- 普門寺(曹洞宗)